# Zhang Xiangxiang
Zhang Xiangxiang (张湘祥S, Zhāng XiāngxiángP; 16 luglio 1983) è un sollevatore cinese.
Ha vinto due medaglie olimpiche nel sollevamento pesi. In particolare ha conquistato la medaglia d'oro alle Olimpiadi di Pechino 2008 nella categoria 62 kg maschile (pesi piuma) e la medaglia di bronzo alle Olimpiadi di Sydney 2000 nella categoria 56 kg. (pesi gallo).
Ha vinto, inoltre, la medaglia d'argento ai Campionati asiatici di Osaka 2000 nei pesi gallo.